# Du vår brudgum
Du vår brudgum är en svensk psalm från 1700-talet.

## Historik
Du vår brudgum är en svensk psalm som finns med i psalmboken Mose och Lambsens wisor från 1717. En version på Du vår brudgum av August Olsson (1889–1977) i Backaryds socken, upptecknades 1971 av Gunnar Ternhag. Den publicerades 2021 i boken Folkliga koraler från södra Sverige.

## Publicerad i
- Mose och Lambsens wisor under rubriken Brudens längtan.[1]
- Folkliga koraler från södra Sverige som nummer 46 Du vår brudgum.[1]